# Thumbs (Canción)
Thumbs es una canción interpretada por la actriz y cantante estadounidense Sabrina Carpenter incluida en su segundo álbum de estudio, EVOLution. La canción se lanzó como el segundo sencillo del disco el 8 de febrero de 2017, escrita y producida por Steve Mac y lanzada por Hollywood Records.

## Antecedentes
"Thumbs" es una canción de Electropop con elementos de house, pop y R&B. La canción fue escrita e incluida en el segundo álbum de Sabrina, EVOLution, el 14 de octubre de 2016. Este fue lanzado el 8 de febrero de 2017 con su respectivo vídeo musical donde se muestra a Sabrina Carpenter en un tren subterráneo, el mismo usado para la serie Riley y el mundo de Disney Channel para donde Sabrina trabajaba de coprotagonista. Durante el vídeo Sabrina mira hacia la cámara mientras camina por la estación de tren hasta que al final las luces comienzan a parpadear y los pasajeros del tren comienzan a bailar. La canción fue la última grabada para el álbum, dice Carpenter. "Terminamos el álbum, entonces escuché" Thumbs ", que me dio estas vibraciones de fama y negro y oro y al igual que algunas de mis canciones favoritas soul."
Bretaña Goldfield Rodrigues de  andpop  dijo: "El jazz vive de esta canción vendido de Estados Unidos. Solo nos hizo jugar en la repetición de su pegadiza melodía, esta canción de Sabrina realmente nos hace caer por su único jazz, dance vibraciones que ella asperja en su Sonido Pop. En Idolator.com recibió una crítica positiva llamándolo "El próximo hit".

La Chica Girl Meets World Sabrina Carpenter se aleja del sonido acústico que nos mostró en su primer material discográfico, a favor de un sonido Pop más audaz y que golpea con el  Nombre “Thumbs”, que se perfila para ser su brecha golpeó a las listas de Popularidad

La página continuó su reseña diciendo: "Escrito por Steve Mac y Priscilla Renea , “Thumbs” llama la atención por parte de las cadenas de apertura y se aferra a ella con un modo de agarre gracias a las letras del Coro raro y estribillo obscenamente pegadizo". En algún lugar en el mundo creen que están trabajando para sí mismos, se levantan todos los días para ir a trabajar para alguien más”, reflexiona Sabrina. “Y alguien trabaja para ellos y por lo que creen que han triunfado, pero todos ellos están simplemente trabajando para recibir el pago del mismo.” Es todo muy confuso, pero el coro tira juntos: “Y da una sensación de que todo el día estarás cantando "skiddly-dee-da-dum", dijo el Portal dándole 4 estrellas y media de 5.

## Promoción
Carpenter presentó por primera vez la canción durante su EVOLution Tour en noviembre de 2016, posteriormente pasó a interpretar el tema en el Concierto de iHeart Radio Honda Stage donde interpretó otros temas del álbum además de algunas canciones de su anterior disco, en ese mismo mes presentó los temas On Purpose, Thumbs y Run and Hide en el Good Morning America Concert Series. En 2017 presentó el sencillo en On Air with Ryan Secreats en una versión acústica además de haberlo cantando en pequeñas sesiones musicales, en abril hizo su segunda presentación televisada de la canción interpretandola en The Show Of James Corden, para el 29 de abril Sabrina dará apertura a los Radio Disney Music Awards cantando "Thumbs".

## Formatos y lista de canciones
| Mundial - Descarga digital |                              |          |  |
| N.º                        | Título                       | Duración |  |
| 1.                         | «Thumbs» (Versión del álbum) | 3:37     |  |

| Mundial - Descarga digital |                             |          |  |
| N.º                        | Título                      | Duración |  |
| 1.                         | «Thumbs» (Versión Acústica) | 3:44     |  |

## Charts
| Lista (2015–16)                           | Mejor posición |
| ----------------------------------------- | -------------- |
| Australia (ARIA)                          | 92             |
| Bélgica (Flandes) (Ultratop 50)           | 129            |
| Bélgica (Valonia) (Ultratop 50)           | 109            |
| República Checa (Singles Digitál Top 100) | 63             |
| Finlandia Download (Latauslista)          | 29             |
| Noruega (VG-lista)                        | 19             |
| Eslovaquia (Slovakdigital)                | 62             |
| Suecia (Sverigetopplistan)                | 88             |
| US Billboard Hot 100                      |                |
| USA (Mainstream Top 40) (Billboard)       | 28             |

## Créditos y personal
- Sabrina Carpenter - vocals
- Steve Mac – songwriting, production
- Priscilla Renea – songwriting, background vocals
- Chris Laws – engineering
- Dan Pursey - engineering
- Mitch Allan – lead vocals
- Phil Tan – mixing
- Chris Gehringer – mastering

## Historial de lanzamientos
| País           | Fecha                | Formato          | Discográfica      |
| -------------- | -------------------- | ---------------- | ----------------- |
| Estados Unidos | 14 de agosto de 2016 | Descarga Digital | Hollywood Records |
|                | 8 de febrero de 2017 | Descarga Digital | Hollywood Records |